# Rangún
Rangún (v překladu z barmštiny konec války; anglicky Rangoon), od roku 1989 přejmenován na Yankoun (barmsky a anglicky Yangon) je největší město Myanmaru. V letech 1886–2005 byl jeho hlavním městem. Žije zde přibližně 6,87 milionu obyvatel.
Ve městě je sídlo anglikánskeho biskupství a katolického biskupství, dvě univerzity (1920 a 1963), námořní přístav, letiště Mingaladoum (Mingalodon), vědecké ústavy (např. International Institute of Advanced Buddhistic Studies), Národní knihovna, muzea, zoologická a botanická zahrada. Z průmyslu je zde ropná rafinerie, továrna na zpracování teakového dřeva, potravinářský průmysl, textilní průmysl, stavby lodí aj.
V Rangúnu jsou významné stavební památky, např. pozlacená Šweitigoumská pagoda (Shwe Dagon, 558 př. n. l., znovu postavená po zemětřesení roku 1930), která je nejposvátnějším buddhistickým místem Myanmaru a tedy významným poutním místem.

## Geografie

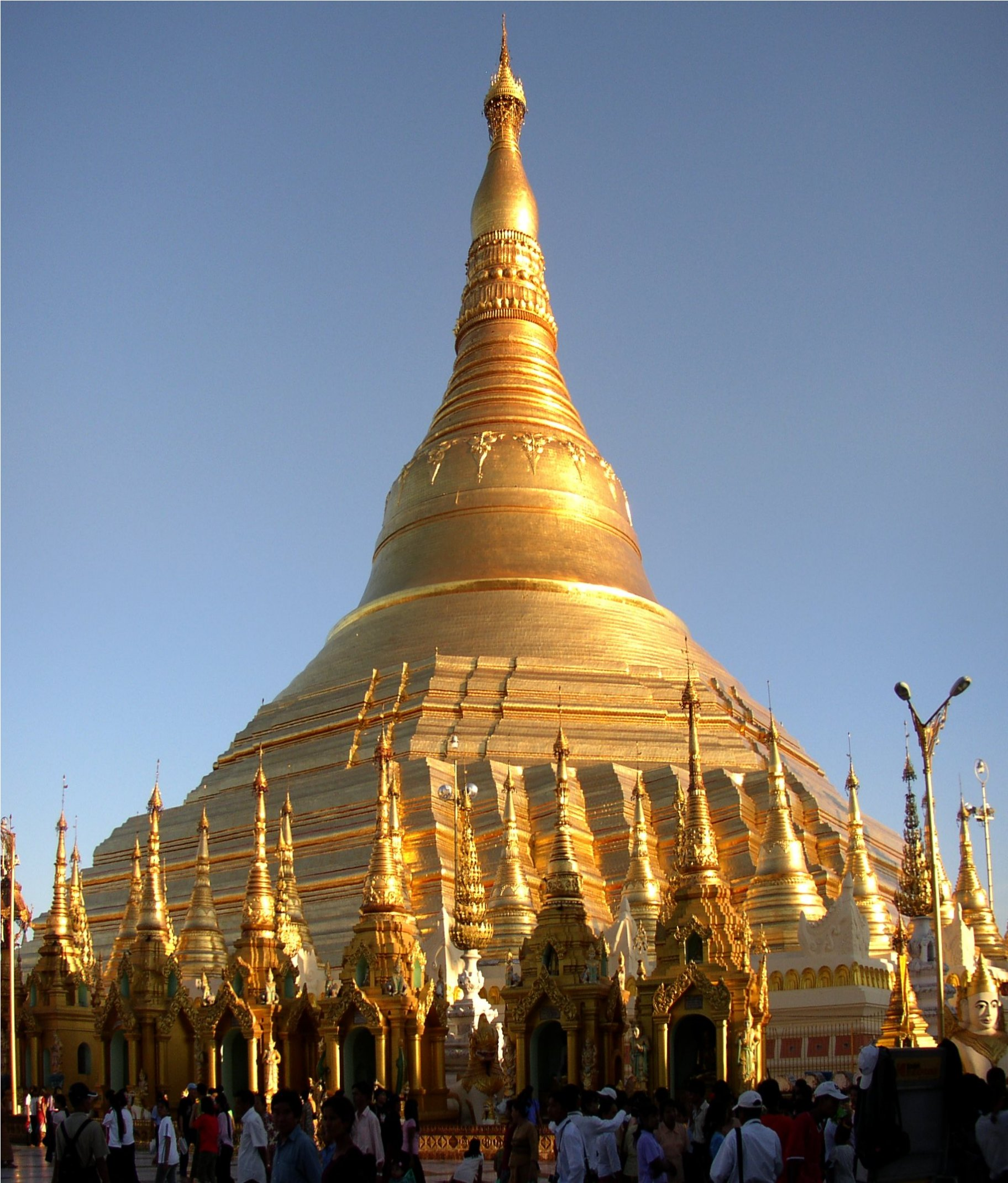
Šweitigoumská pagoda, dominanta Rangúnu

Rangún leží na řece Rangún, východně od delty řeky Iravádí, asi 40 km od Andamanského moře. Leží v místech, kde řeky Pegu a Hlaing vytvářejí řeku Rangún.

## Historie
Rangún vznikl z rybářské osady Dagon postavené v 6. století u pozlacené pagody. V roce 1753 zde král Alaungpaja založil přístav a osadu přejmenoval na Rangún, pod tímto názvem se město stalo správním střediskem Dolní Barmy. Po dobytí Brity v roce 1852 bylo město znovu založeno na pravoúhlém půdorysu; Britové z něj učinili hospodářské centrum Barmy. Když Britové obsadili Barmu, stal se Rangún roku 1886 koloniálním hlavním městem. V roce 1930 a znovu během 2. světové války město postihlo silné zemětřesení spojené s tsunami. Roku 1942 Rangún obsadili Japonci, roku 1945 ho znovu dobyli Britové a od roku 1948 byl hlavním městem nezávislé Barmy (Myanmaru). V roce 2005 bylo 320 km severně od Rangúnu založeno nové hlavní město Neipyijto.

## Partnerská města
- Ho Či Minovo Město, Vietnam (2012)
- Jang-čou, Čína (1997)
- Kchun-ming, Čína (2008)
- Nan-ning, Čína (2009)
- Pusan, Jižní Korea (2013)
- Turín, Itálie (2013)